# داحسية أليفة الجبال
داحسية أليفة الجبال (الاسم العلمي:Paronychia monticola) هي نوع من النباتات تتبع جنس الداحسية من الفصيلة القرنفلية.